# Tezno
Koordinaten: 46° 32′ 18,3″ N, 15° 39′ 18,2″ O

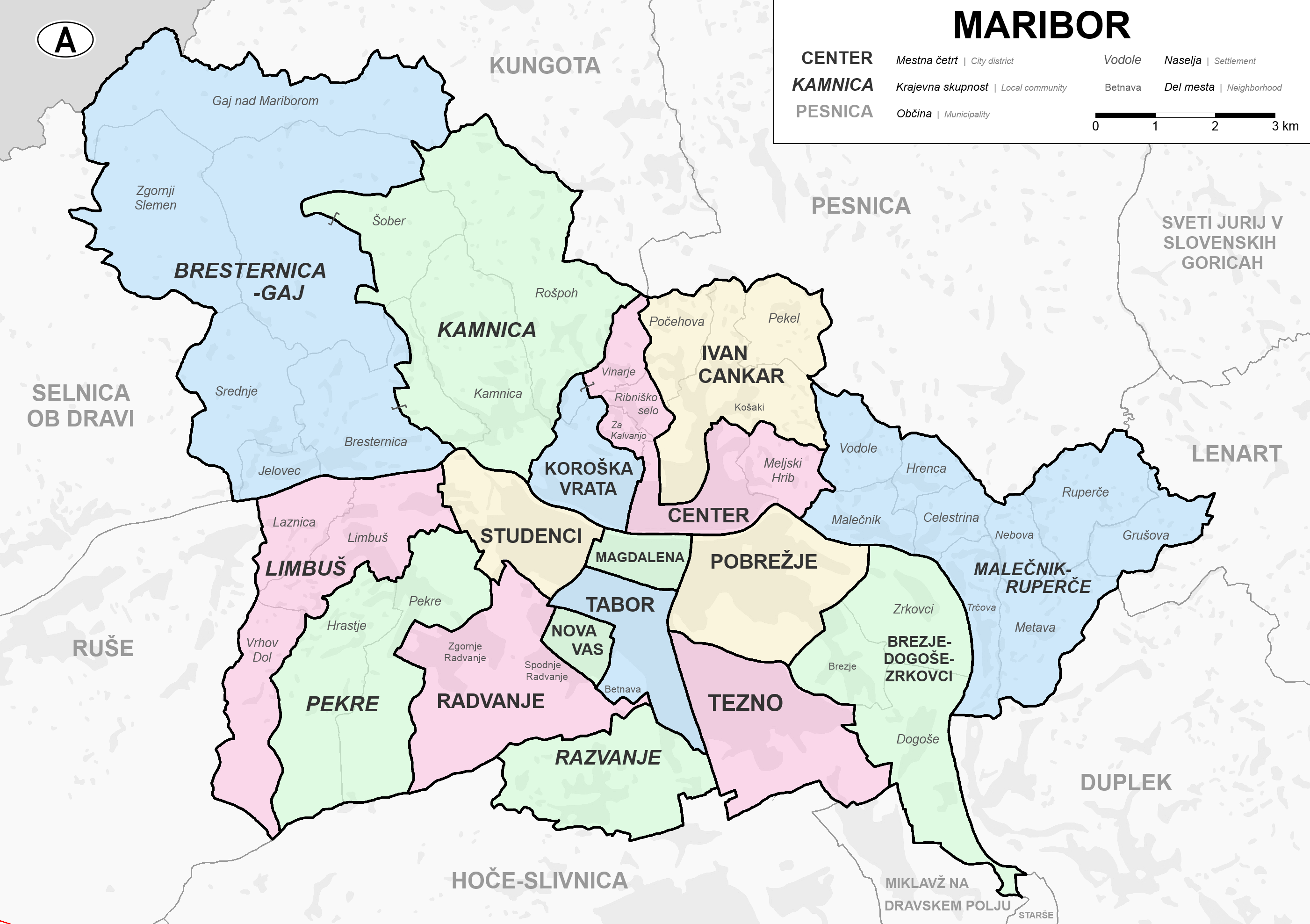
Tezno liegt im Süden von Maribor

Tezno (deutsch Thesen) ist der Name eines Stadtbezirks im Süden der slowenischen Stadtgemeinde Maribor (Marburg an der Drau).

## Namen
Der Name Tezno wird als lautliche Angleichung an die deutsche Ortsbezeichnung Thesen angesehen. Dabei handelt es sich um die Bezeichnung für Waldnutzungsrechte von Gemeindewiesen der Marburger Bürger.

## Geographie
Tezno liegt im Süden der Stadtgemeinde Maribor. Das Stadtviertel grenzt im Süden an die Gemeindem Hoče-Slivnica und Miklavž na Dravskem Polju sowie an die Stadtbezirke Brezje-Dogoše-Zrkovci om Osten, Pobrežje im Norden, Tabor und an die Ortsgemeinschaft Razvanje im Westen.

## Massengrab von Tezno

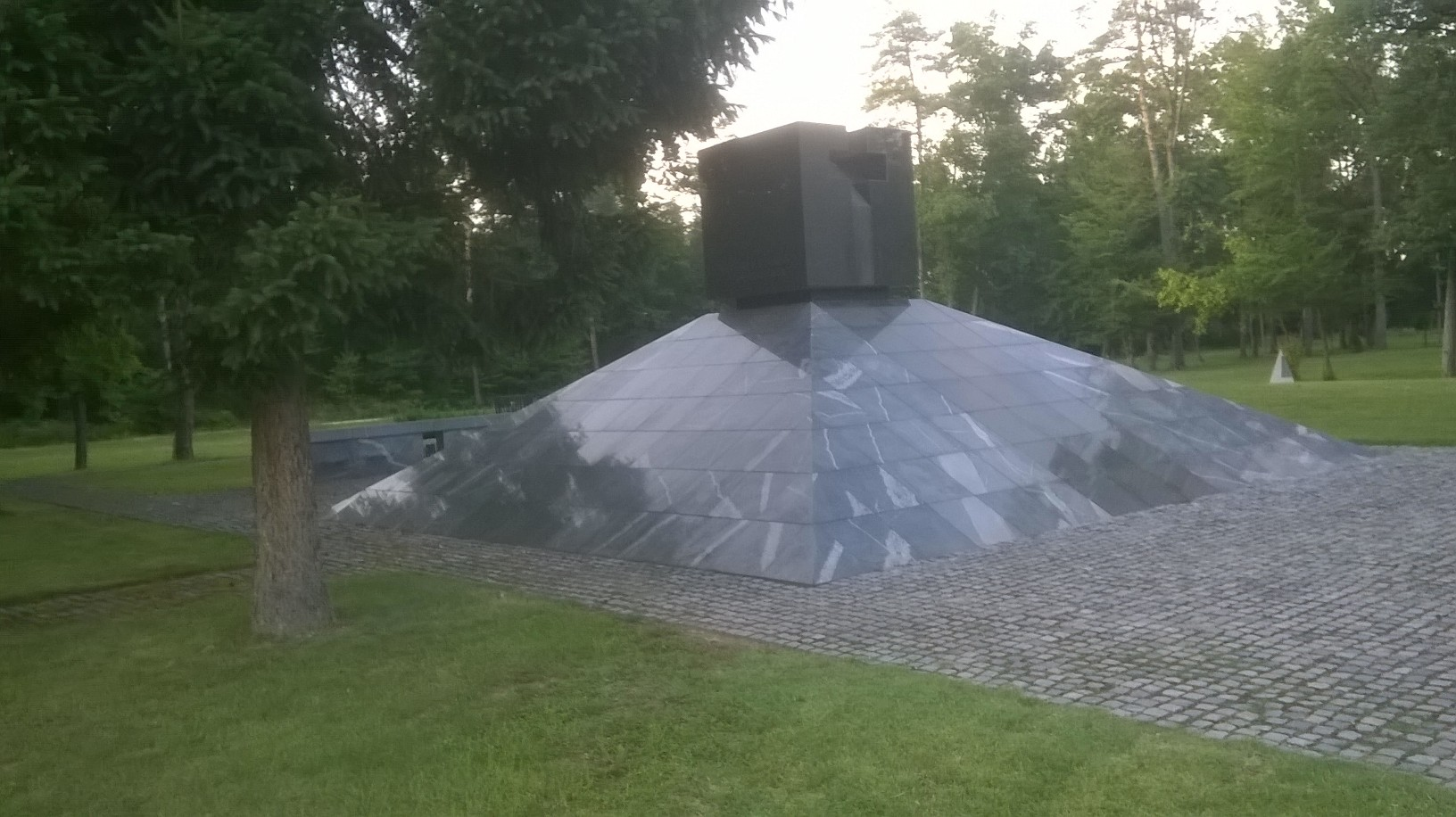
Gedenkstätte Tezno

In Tezno befindet sich ein Autobahnkreuz, bei dessen Bau 1999 ein Massengrab aus der Zeit unmittelbar nach dem Zweiten Weltkrieg gefunden wurde. Beim Massengrab handelt es sich um einen Panzergraben in einer Länge von mehreren Kilometern, der zum Teil, in einer Länge von circa 930 m und in einer Tiefe von 1,5 m mit menschlichen Skeletten ausgefüllt ist. Dieser wurde nur teilweise ausgegraben, doch ist aufgrund der hier ausgegrabenen Gegenstände laut dem slowenischen Historiker Mitja Ferenc mit 10.000 bis 15.000 menschlichen Skeletten und Überresten zu rechnen.
Nicht unerwartet, stieß man beim Autobahnbau in Tezno bei Maribor 1999 auf menschliche Überreste. Die kommunistische Geheimpolizei Jugoslawiens, die OZNA, und der Parteiapparat hatten schon bald nach den Massenhinrichtungen im Mai 1945 ein Register der Massengräber erstellt mit der Verpflichtung aufzupassen, dass an diesen Stellen nicht gebaut werde, und dieses an die slowenische OZNA in Ljubljana übertragen.
In der Folge wurden auf einer Länge von etwa 70 Metern Skelette bzw. Knochen von 1.179 Menschen gefunden. Aus den dabei gefundenen Gegenständen wurde geschlossen, dass es sich großteils um gefangene Kroaten (Armeeangehörige des Unabhängigen Staates Kroatien), aber auch um Zivilisten und zum kleineren Teil um montenegrinische und serbische Tschetniks handelt. Ein Zeuge (Partisane) erwähnte zwei LKW mit Frauen. Die Menschen wurden dort vom 19. bis 24. Mai 1945 durch Einheiten der 17. Division der 3. jugoslawischen Armee  (u. a. Majevički-Bataillon) mithilfe bzw. unter Organisation der OZNA der 3. Jugoslawischen Armee (Kommandant Kosta Nađ) exekutiert.
Aus Archivuntersuchungen ist außerdem bekannt, dass in Maribor ein Durchgangslager bzw. eine Sammelstelle für gefangen genommene und von den Briten aus Österreich zurückgewiesene Mitglieder des Heeres des Unabhängigen Staates Kroatiens war. Solche Lager waren dort in der Kaserne „Kadetnica“ (Kadettenschule) in Studenci, in der Fabrik für Flugzeugteile in Tezno und in einigen weiteren Gebäuden untergebracht. Aus diesen wurden Gefangene mit LKW zu Erschießungen geführt, meistens nach Tezno.
Weitere Opfer wurden 2007 bei Grabungen in einem etwa einen Kilometer langen, fünf Meter breiten und vier Meter tiefen Panzergraben gefunden, in dem die Leichen eine etwa eineinhalb bis zwei Meter dicke Schicht bildeten. Der damalige Leiter der slowenischen Regierungskommission für Kriegsgräber und heutige Direktor des Museums für neuere Geschichte in Ljubljana, Jože Dežman, äußerte hierzu: „Slowenien ähnelt den Killing Fields in Kambodscha“. Er schätzt die Zahl der Opfer bei Maribor auf 15.000 bis 20.000. Nach Schätzungen der Kommission waren vermutlich 80 Prozent kroatische Heimwehr- und Ustascha-Soldaten, so dass es sich um das größte kroatische Massengrab handelt.
Die Massenhinrichtungen in Tezno ereigneten sich vermutlich im Sommer 1945 nach der Zwangsrepatriierung von Kriegsgefangenen der kroatischen und slowenischen Heimwehr durch die Britische Armee. Tezno wird deshalb zu den Massakern von Bleiburg gezählt.